# Talaifacene
Talaifacene également typographié Tala Ifacene est une commune de la wilaya de Sétif en Algérie.

## Géographie
| Bousselam   | Bouandas    | Aït Tizi              |
| Draa Kebila | Talaifacene | Draâ El-Kaïd (Béjaïa) |
| Maoklane    | Maoklane    | Draâ El-Kaïd (Béjaïa) |

## Administration
| Période                                  | Période  | Identité           | Étiquette | Qualité |
| ---------------------------------------- | -------- | ------------------ | --------- | ------- |
| Les données manquantes sont à compléter. |          |                    |           |         |
| 2012                                     | 2017     | Bouandas Lyazid    |           |         |
| 2017                                     | En cours | Mohammed Guenouche |           |         |